# 木曜日は君と泣きたい。
『木曜日は君と泣きたい』（もくようびはきみとなきたい）は、工藤マコトによる日本の漫画。4人の大学生の愛憎劇を描く作品で、コミックスマートが運営するウェブコミック配信サイト『GANMA!』にて、2018年7月12日から2019年10月3日まで隔週木曜日で連載された。
また、単行本は祥伝社より全3巻が刊行された。

## あらすじ
女子大生として幼馴染の千三とともに大学生活を送る相川薫は、自身の大学に在籍する現役モデルの清水零花のファンであったが、零花が女性とキスをしている現場を目撃する。別れ際に「君みたいな子には、この苦しみは分からない」と零花に言われた薫もまた、ある秘密を抱えていた。

## 登場人物
相川薫（あいかわ かおる）
帝都大学経済学部で和服の女子大学生として生活を送っている大学1年。男子。10年前に双子の姉・楓を亡くして以来、その死を認めることができない母のために姉に成り代わって女装して生活しており、千三など一部の人間以外には男であることを隠している。零花のデビュー時からのファンであり、駅のホームで知り合った早乙女千秋と零花との仲介を頼まれる。
清水零花（しみず れいか）
帝都大学に在籍する女子大生で現役モデル。両性愛者であり、早乙女千秋に好意を持ち、薫に仲介を頼む。
千三（せんみつ）
薫と楓の幼馴染の男子大学生。当初から薫が男性であることを知る数少ない人物で薫が女性として過ごすことに協力している。
早乙女千秋（さおとめ ちあき）
帝都大学経済学部1年。容姿から当初薫から男子大学生と見られていた。薫と駅のホームで知り合う。
相川楓（あいかわ かえで）
故人。薫の双子の姉で10年前に死亡する。母に溺愛されていた。

## 書誌情報
- 工藤マコト 『木曜日は君と泣きたい』〈祥伝社〉、全3巻
  1. 2019年4月8日発売、ISBN 978-4-396-79133-9
  2. 2019年9月6日発売、ISBN 978-4-396-79141-4
  3. 2020年2月7日発売、ISBN 978-4-396-79149-0